# Mbara
Mbara (Kumbulmara, Mitjamba), aboridžinsko pleme koje je živjelo uz rijeke Woolgar i Stawell u australskoj državi Queensland. Plemensklo pordručje prostiralo se na 13 300km². (5 100 četvornih milja).
Jezik plemena je izumro, a brojno stanje nije poznato